# هاغي هيرن
هاغي هيرن (بالإنجليزية: Hughie Hearne)‏ هو لاعب كرة قاعدة أمريكي، ولد في 18 أبريل 1873 في تروي في الولايات المتحدة، وتوفي بنفس المكان في 22 سبتمبر 1932.

## وصلات خارجية
- هاغي هيرن على موقعبيزبول رفرنس.كوم (الدوري الرئيسي) (الإنجليزية)